# Otto Friedrich Egyetem
A bambergi (Németország) Otto Friedrich Egyetem Bajorország egyik legrégibb és egyben legfiatalabb egyeteme. Képzése a bölcsészet- és kultúratudományokra, a társadalom- és gazdaságtudományokra valamint az alkalmazott informatika területére koncentrálódik.

## Az egyetem története
Az egyetemet 1647-ben Melchior Otto Voit salzburgi püspök alapította Academia Bambergensis néven. Ez az intézmény már a helyi jezsuita kollégium kiterjesztése volt, a kollégium pedig II. Henrik alapította "dómiskolát" származik. 1648-ban III. Ferdinánd császár és X. Ince pápa felruházták az fiatal egyetemet minden akadémiai privilégiummal a következő évtől. 1770-ben egy új kar jött létre az akkori nevén 'Academica Ottonaia' berkein belül. Friedrich Karl von Schönborn-Buchheim alakította ki a jogi kart. Az orvosi kart Fürstbischof Adam Friedrich von Seinsheim alapította meg, ezzel az intézmény egy klasszikus középkori négyfakultásos Egyetemmé vált. 1773-ban vette föl az Otto-Friedrich Universität nevet.
1803-ban a szekularizációs folyamat nyomán megszűnt az egyetem. Katolikus hittudományokat azonban továbbra is oktattak, így az egyetemi oktatás hagyománya nem tört meg. A Katolikus Teológiai Kar maradhatott meg líceumként, de 1939. október 9-én ez a főiskola is bezárt, így az egyetem hosszú történetében csupán a nacionalizmus ideje alatt szünetelt a tanítás. 1945. október 10-én az amerikai hadsereg beleegyezésével a főiskola újra megnyitotta kapuit.
1972-ben a régi egyetem utódja, a Filozófia- és Hittudományi Főiskola (alapítva 1923-ban) az 1958-ban alapított Pedagógiai Főiskolával került összevonásra (Gesamthochschule Bamberg). Bajorország egyetlen ily módon összevont intézménye 1979-ben kapott egyetemi címet. 1975-ben megalakult Történelmi- és Földtudományi Kar, 1977-ben pedig a Nyelvi- és Irodalomtudományi Kar, valamint a Gazdaság- és Társadalomtudományi Kar. 1979-ben pedig sikerült az egyetlen bjor állami főiskolát egyetemmé nyilvánítani, így az intézmény fölvette az Otto-Friedrich Universität nevet az alapító Otto Voit von Salzburg és a nagy támogató, Friedrich Karl von Schönborn-Buchheim után. Az új egyetemnek a Filozófiai és Teológiai karán kívül két főiskolai kara is volt (Neveléstudományi és Társadalomtudományi). A Neveléstudományi Kar a Filozófiai Karral olvadt egybe, az új név pedig PPP lett (Pedagógia, Filozófia, Pszichológia
Az „Otto-Friedrich” elnevezés Melchior Otto Voit salzburgi püspökre és az egyetem jelentős támogatójára, a schönborni Friedrich Carlra utal. 1988-ban az egyetem összekötötte magát a XVIII. században létezett Universitas Ottonaia Fridericaniával, és ez év október 1-je óta hivatalosan is Otto-Friedrich Universität Bamberg a neve.
2001-ben megalakult a Gazdaságinformatikai és Alkalmazott Informatikai Kar.

### Rektorok és elnökök (az újraalapítás óta)
- Prof. Dr. Dr. Othmar Heggelbacher und Prof. Dr. Elisabeth Roth: 1972-1973 (kettős rektorátus)
- Prof. Dr. Elisabeth Roth: 1973-1976
- Prof. Dr. Siegfried Oppolzer: 1976-1992
- Prof. Dr. Alfred E. Hierold: 1992-2000
- Prof. Dr. Dr. Godehard Ruppert: 2000 óta.

## Karok és a hozzájuk tartozó szakok

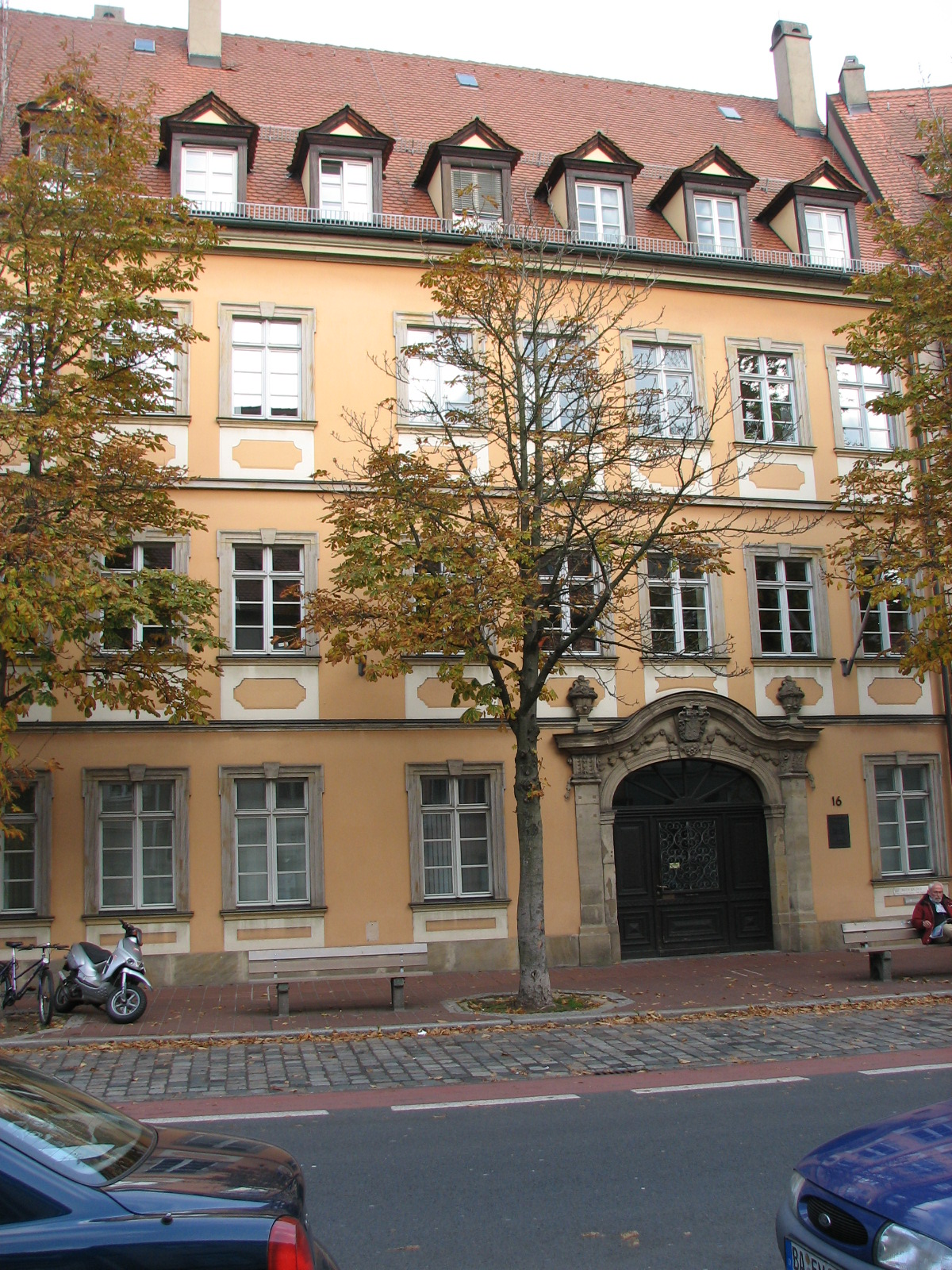
Az egyetem dékáni hivatala a Kapuziner utcában

| Név                                                 | Magyar név                                     | Szakok |
| --------------------------------------------------- | ---------------------------------------------- | --- |
| Geistes- und Kulturwissenschaften GuK               | Bölcsészettudományok                           | Anglisztika; Archeológia; Etnológia; Földtan; Germanisztika; Történelem; Katolikus Teológia; Klasszika Filológia; Kommunikáció; Művészettörténet; Filozófia; Orientalisztika; Szlavisztika                  |
| Sozial- und Wirtschaftwissenschaften SoWi           | Gazdaság- és Társadalomtudományok              | Gazdálkodástan; Európai Gazdaságtan; Európai Gazdasági Tanulmányok; Politológia; Közgazdaságtan; Gazdaságpedagógia; Jog; Közigazgatás; Statisztika; Gazdaságmatematika; Didaktikai- és Társadalomtudományok |
| Humanwissenschaften HuWi                            | Pedagógiai és Pszichológiai                    | Pedagógiai; Pszichológiai; Evangélikus Teológia; Didaktika: Matematika, Biológia, Muzsika, Művészet, Sport                                                                                                  |
| Wirtschaftinformatik und Angewandte Informatik WIAI | Gazdaságinformatika és Alkalmazott Informatika | Alkalmazott Informatika; Informatika; Gazdaságinformatika |

## Karok
Az intézményben öt egyetemi és egy főiskolai kar működik:
- Bölcsészettudományi Kar
- Társadalom- és Gazdaságtudományi Kar
- Pedagógiai és Pszichológiai Kar
- Gazdasági és Alkalmazott Informatikai Kar

Bajorország és a Vatikán megegyezése szerint a Katolikus Hittudományi Kart bezárják, és a tanárképzés keretében intézetté alakítják át.

## Főbb képzési területek
- Nyelvi alapú „Areastudies”: többek között Orientalisztika és Szlavisztika
- Középkorkutatás és alkalmazott kultúrkincsvédelem
- Viselkedéstudományok: Szociológia, Politológia és Pszichológia
- Európai gazdaságtudományok
- Alkalmazott informatika

## Az egyetem fekvése
Az egyetem nagyrészt a város történelmi épületeiben kapott otthont. Így az intézmény legnagyobb része Bamberg óvárosában helyezkedik el.
Az óvárosi egyetemi épületek közé tartozik az egykori jezsuita kollégium (Jesiutenkolleg), itt kapott otthont a Hittudományi Kar. Az egykori vágóhíd (Schlachthaus) épületében a Földtudományi Kar lett elhelyezve. A Kommunikáció Szak a hajdani „Bauhof”, az Orientalisztika pedig a tűzőrség (Feuerwache) épületében működik. A Nyelv- és Irodalomtudományi Karok a hajdani Kaiser-Heinrich Gymnasium épületében lettek elhelyezve.
A Társadalom- és Gazdaságtudományi Kar és a Gazdasági és Alkalmazott Informatikai Kar nagyszámú hallgatói köre az óvároson kívül, a Feldkirchenstraße campusában lévő épületekben látogathatják az előadásokat.
A város északi részén, az ún. Regnitz-szigeten (egykori ERBA-telep) újabb egyetemrész felépítését tervezik. A munkálatok előreláthatólag a 2008/09-es év téli félévére fejeződnek be. A már meglévő téglaépületben kb. 300 kollégiumi szobát alakítanak ki. Emellett egy 14 000 m² alapterületű új épület felépítését tervezik, melyben a jövőben a várhatóan emelkedő létszámú hallgatók oktatását szervezik meg.